# 北米谷古墓
北米谷古墓（きたまいたにこぼ、北米谷火葬墓）は、兵庫県宝塚市中山寺にあった奈良時代の火葬墓。現在では失われている。金銅骨蔵器・石櫃は国の重要文化財に指定されている。

## 概要
兵庫県南部、長尾山系南麓の斜面に位置した古代の墓である。1931年（昭和6年）に発見されている。
斜面中腹の約2メートル四方の範囲を平坦に整地し、方形石囲いを設けることによって構築される。大型の扁平石4個を方形に並べ、それを台とした上に石櫃を置き、人頭大の石を積み重ねて方形に囲む。石囲いの南60センチメートルには須恵器平瓶1・土師器灯明皿2があり、平瓶の中には和同開珎6枚を入れる。石櫃は方形の印籠蓋式の合わせ口をもち、内部に金銅製の蔵骨器を納める。埋葬時期は、奈良時代の8世紀代と推定される。
石櫃・蔵骨器は1956年（昭和31年）に国の重要文化財に指定されている。

## 遺跡歴
- 1931年（昭和6年）、発見。
- 1956年（昭和31年）6月28日、金銅骨蔵器・石櫃が国の重要文化財に指定。

## 出土品

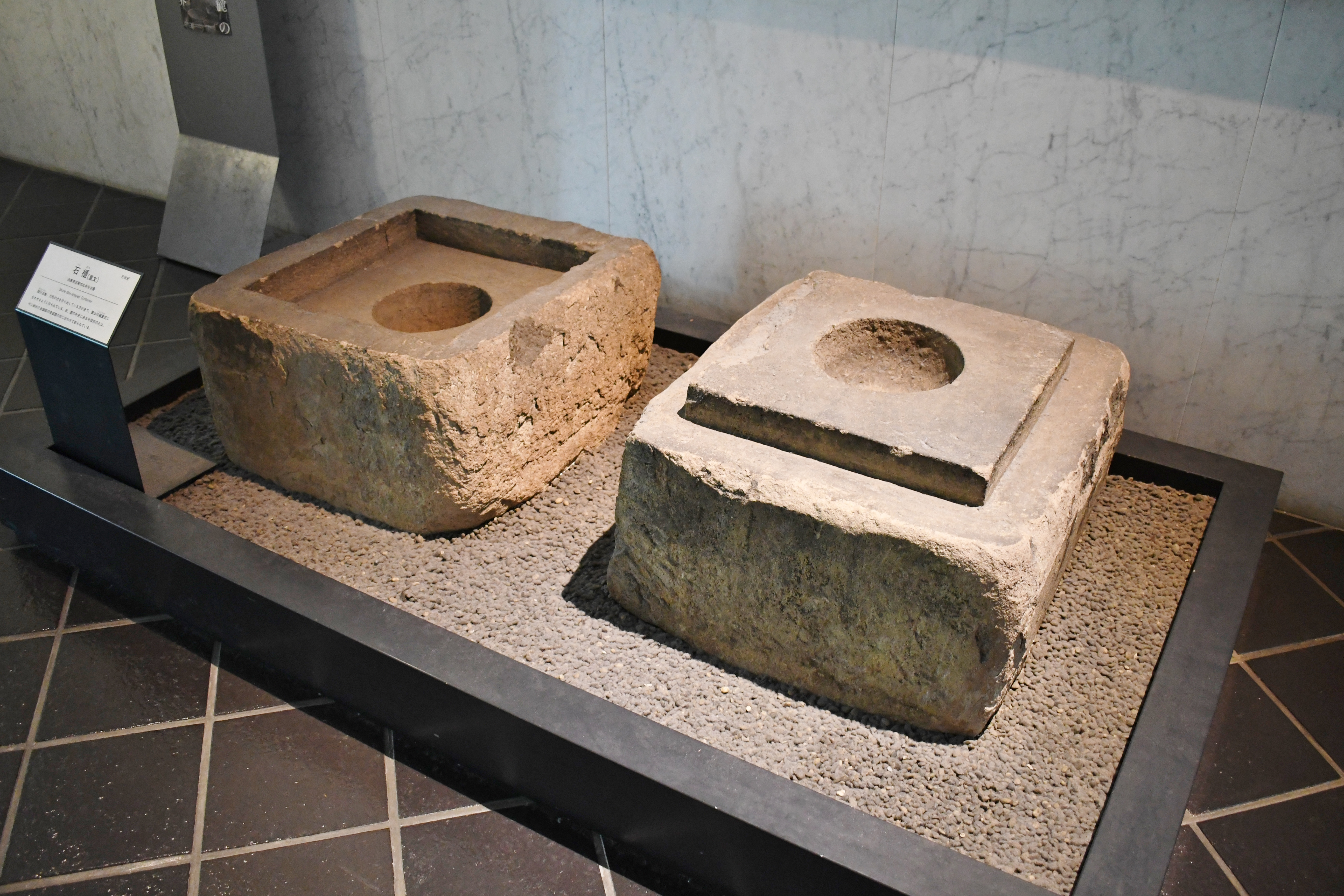
石櫃（国の重要文化財）京都大学総合博物館展示。

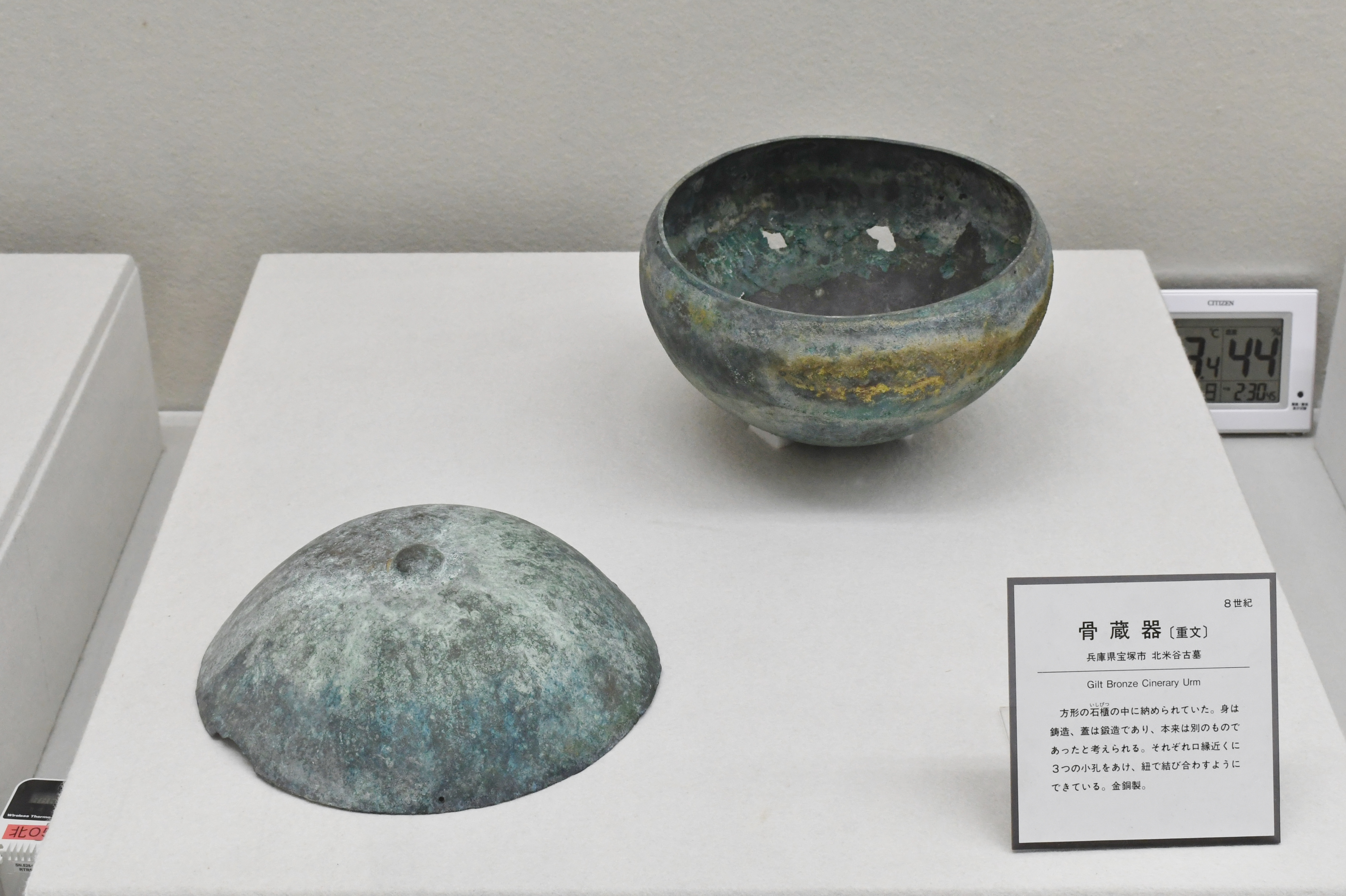
金銅製蔵骨器（国の重要文化財）京都大学総合博物館展示。

出土品は次の通り。
- 石櫃
凝灰岩製で、蓋・身からなり、印籠蓋式の合わせ口をもつ。全体高さ約86センチメートル。蓋・身とも、中央部には納める蔵骨器の形に合わせた半球形の刳り込みが施されるが、半球同士には2センチメートルほどの隙間がある。
蓋は、縦73センチメートル、横73センチメートル、高さ42センチメートル。周縁を幅10センチメートルほど残して内側を深さ8センチメートルの方形に掘り込み、その中央部を直径25センチメートル・深さ13センチメートルの半球形に刳り込む。
身は、縦71センチメートル、横72センチメートル、高さ46センチメートル。周縁を幅10センチメートルほど掘り込んで方形台状とし、その中央部を直径25センチメートル・深さ10センチメートルの半球形に刳り込む。
- 金銅製蔵骨器
金銅製で、蓋・身からなり、外面には鍍金を施すが、本来は別のものであったとみられる。蓋・身とも、口縁部に小孔3箇所をあけており、細釘か紐で留めたとみられる。
蓋は、口縁径23センチメートル、高さ7センチメートル（つまみ含む）、厚み2ミリメートル。鍛造。
身は、口縁径22.2センチメートル、胴径24.2センチメートル、高さ12.8センチメートル、厚み2-3ミリメートル。鋳造。鉄鉢形で、本来蔵骨器として製作されたのではないものを転用したとみられる。
- 須恵器 把手付平瓶 1 - 和同開珎6枚を入れる。
- 土師器 灯明皿 2

## 文化財

### 重要文化財（国指定）
- 金銅骨蔵器 1合、石櫃 1組（考古資料） - 兵庫県宝塚市米谷出土。国立大学法人京都大学保管。1956年（昭和31年）6月28日指定[3]。

## 関連施設
- 京都大学総合博物館（京都市左京区吉田本町） - 北米谷古墓の石櫃・蔵骨器を保管・展示。